# Todosantos
Todosantos fue una banda audiovisual de música electrónica alternativa originaria de Caracas, Venezuela, y posteriormente trasladada a Brooklyn, Nueva York, actualmente conformada por Alberto Stangarone y Ernesto Pantin.

## Historia
La banda fue formada en Caracas en 2002 por Ernesto Pantin (programación) y Alberto Stangarone (guitarra, voz, programación). Inicialmente la banda se llamó Todosantos Dub, nombre con el cual se presentaron en el Festival Intercolegial de Rock de la Fundación Nuevas Bandas de ese año.
En 2004 ingresaron Francisco Mejía (bajo, guitarra, voz) y Luis Montenegro (programación, artes visuales), el grupo cambió su nombre a «Todosantos». Ese año participaron como invitados en el Festival Nuevas Bandas y después tocaron en el Festival Rock en Ñ de Argentina.
Su debut discográfico fue el álbum Aeropuerto (2005), el cual fue presentado el 1 de julio de ese año en el Centro Cultural Corp Blanca (actualmente BOD) de La Castellana en Caracas. En 2006 Mejía y Montenegro se desincorporaron, y Stangarone y Pantin siguieron adelante con el proyecto.
Posteriormente el grupo se estableció en Brooklyn, donde continuaron con la banda. En 2007 estrenaron el EP audiovisual Acid Girlzzz con la discográfica Flamin Hotz Records. Ese año y el siguiente actuaron en el festival South by Southwest en Texas, Estados Unidos. En 2008 participaron en el festival MX Beat Soundfest en Toluca, México. Después de esto, Todosantos se separó, y Pantin y Stangarone continuaron sus carreras musicales con la agrupación Sunsplash.
En 2021, después de un hiato de varios años, publicaron el sencillo «Hoy me faltas tú», grabado a distancia entre México y Estados Unidos, como parte de su EP Antes era mejor, que se estrenó el 30 de julio de ese año.

## Estilo musical
En su álbum Aeropuerto exploran géneros musicales como el rock, post punk, electrónica, noise, ambientes y el hip hop.

## Influencia posterior
Todosantos han sido citadas como influyentes por artistas venezolanos  como La Vida Bohème (ganadores del Grammy), Los Mesoneros (nominados al Grammy), Americania y la artista experimental Arca, entre otros.

## Miembros
- Ernesto Pantin: programación.
- Alberto Stangarone: guitarra, voz, programación.

## Discografía
- Aeropuerto (2005).
- Acid Girlzzz (2007).
- Antes era mejor (2021).